# 매복 (영화)
《매복》(영어: The Ambush)은 2021년 공개된 아랍에미리트, 프랑스의 액션, 드라마, 전쟁 영화이다.

## 출연

### 주연
- 마르완 압둘라 - 알리 알-미스마리 역
- 모하메드 아메드 - 알 힌다시 역
- 칼리파 알 자셈 - 빌랄 알 사디 역

### 조연
- 압둘라 빈 하이데르 - 알마즈로우이 역
- 사에드 알하쉬 - 사에드 알 발루쉬 역